# Castelo de Alter Pedroso
O Castelo de Alter Pedroso, também referido como Fortificações de Alter Pedroso, localiza-se no Alentejo, na localidade de Alter Pedroso, na freguesia de Alter do Chão, na vila e no município homónimos, distrito de Portalegre, em Portugal.
Constituiu um importante elo com outros castelos da linha defensiva alentejana, entre eles o Castelo de Alter do Chão.
Da primitiva estrutura só resta um portal no estilo gótico, partes de muralha em ruínas e a porta da Capela de São Bento no interior. Estes vestígios foram classificados como Imóvel de Interesse Público por Decreto publicado em 29 de Setembro de 1977.

## História
A sua construção remonta ao século XIII, tendo sido doado por Afonso III de Portugal (1248-1279) aos cavaleiros da Ordem de Avis.
Foi reconstruído por Dinis I de Portugal (1279-1325).
À época da Guerra da Restauração da independência portuguesa foi surpreendido, em 1662, pelas forças espanholas sob o comando de D. João de Áustria. Praticamente desguarnecido, caiu, e foi destruído, transformando-se em ruínas.

## Características
Apresenta planta no formato de um polígono pentagonal.